# Orłowiec
Orłowiec (německy Schönau bei Landeck někdy jen Schönau, česky Šenov) je vesnice v Polsku nacházející se v okrese Kladsko, v Dolnoslezském vojvodství. Administrativně patří ke gmině Lądek-Zdrój.

## Poloha
Orłowiec se nachází ve východní části Kladské kotliny na úbočí Rychlebských hor. Obcí prochází silnice, která kdysi vedla průsmykem Růženec do české obce Bílá voda. V 19. století byl Orłowiec oblíbenou turistickou destinací, neboť tudy vedla trasa na Velký Javorník (horu o velikosti 871 m nadmořské výšky).

## Dějiny (náboženské)
Obec je rodištěm německého baptistického misionáře Ignáce Straubeho. Ve 40. letech 19. století pod jeho vlivem konvertoval k baptismu Magnus Knappe (1822–1910), který následně konal baptistickou misii v Čechách na broumovsku.